# 埃亨冰川
81°47′S 159°10′E / 81.783°S 159.167°E
埃亨冰川（英語：Ahern Glacier）是南極洲的冰川，位於奧次地，流經林德利山和霍斯金斯山之間，最終注入斯塔肖特冰川，以新西蘭探險隊的成員命名。